# 欧梅斯
欧梅斯（法語：Aumetz，法語發音：[omɛs]；洛林法兰克语：Aalmet、Armet）是法国摩泽尔省的一个市镇，位于该省西北部，属于蒂永维尔区。

## 地理
欧梅斯（49°25'4"N, 5°56'40"E）面积10.35 平方千米，位于法国大東部大區摩泽尔省，该省份为法国东北部内陆省份，是洛林的一部分，西南接默尔特-摩泽尔省，东临下莱茵省，北与卢森堡和德国接壤。
与欧梅斯接壤的市镇（或旧市镇、城区）包括：布朗日、伯维莱尔、克吕讷、埃鲁维尔、塞鲁维尔、欧丹勒蒂什、奥唐日、特雷桑日。
欧梅斯的时区为UTC+01:00、UTC+02:00（夏令时）。

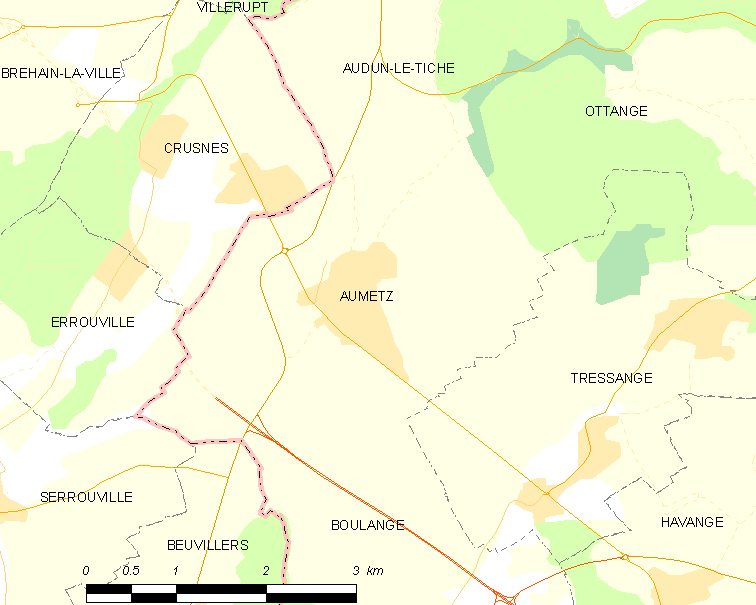
欧梅斯的OSM定位图

## 行政
欧梅斯的邮政编码为57710，INSEE市镇编码为57041。

## 政治
欧梅斯所属的省级选区为阿尔格朗日县。

## 人口

1962-2008年间欧梅斯人口变化图示

欧梅斯于2022年1月1日时的人口数量为2401人。